# Peter Wittmann (Künstler)
Peter Wittmann (*  1951 in Regensburg) ist ein deutscher Maler und Gartenkünstler. Er ist ein Vertreter der idyllischen Utopie.
Peter Wittmann wurde 1951 in Regensburg geboren. 1973 trat er in die Meisterklasse von Professor Hutter an der Universität für Angewandte Kunst in Wien ein. 1978 reiste er über den Landweg nach Indien und bezog in Dharamsala ein Atelier bei dem dort ansässigen englischen Maler Alfred Hallett (1914 bis 1986), einem Gartenfreund des Dalai Lama.
1982 reiste Peter Wittmann nach Taiwan, wo er an der Fu-Jen-Universität in Taipeh Kalligraphie studierte.
1984 lernte Wittmann anlässlich seiner Ausstellung in Berlin den Kunstkritiker und Autor Heinz Ohff kennen. Dieser gab ihm den Anstoß, sich eingehend mit dem gärtnerischen Werk von Fürst Hermann von Pückler-Muskau zu befassen. 1999 bis 2001 entstand daraus der Werkzyklus Macchbuba.
1992 kommt zur bildnerischen Arbeit die Gestaltung eines Gartens bei Regensburg.

## Ausstellungen (Auswahl)
- seit 1974 regelmäßig, Galerie Peter Bäumler, Regensburg
- 1980	Galerie in der Thomaskapelle, Regensburg
- 1981	P.-K. Wittmann, Galerie Olaf Clasen, Nizza
- 1984	Peter-Klaus Wittmann, Bilder, Gouachen und Zeichnungen, Galerie Lietzow, Berlin
- 1986 	Peter Wittmann, Bilder – Zeichnungen – Kalligraphien, Städtische Galerie im Cordonhaus, Cham/Oberpfalz
- 1989 	Peter Wittmann, Pastell-Zyklus Pausias und Glykera, Kunsthandlung H. W. Fichter, Frankfurt am Main
- 1993 	Jeder Sack hat seine Aura, Malerei – Skulpturen, Städtische Galerie Regensburg
- 2004 	30 Characters, Galerie Peter Bäumler, Regensburg
- 2005 	Nachsommer, Galerie Dr. Erdel Verlag, Regensburg
- 2005 	Blütenräume, Berta-Hummel-Museum, Massing
- 2006 	Geisha Flowers, Galerie Peter Bäumler, Regensburg
- 2007 	Blumenwelten – Berta Hummel/Peter Wittmann, Gemälde, Aquarelle, Zeichnungen Diözesanmuseum Rottenburg am Neckar
- 2008 	Seelenlandschaften – Lovis Corinth/Berta Hummel/Peter Wittmann, Berta-Hummel-Museum, Massing
- 2008 	Blüten und Früchte, Ed/Meiers Art-Vitrinen, München
- 2009 	Rosenkreuz, Kapelle der KHG Regensburg
- 2009   Peter Wittmann – 60 Nympheas, Galerie Peter Bäumler, Regensburg
- 2010	Letters of India, @rt-deluxe, Berlin

## Ausstellungsbeteiligungen (Auswahl)
- 1984 	Leben, Tod, Leben, Diözesanmuseum Obermünster, Regensburg
- 1985 	Krankheit und Kranksein in der Gegenwartskunst, Marburg, Berlin, Ingelheim, Mainz, Ingolstadt
- 1988 	Moderne Kunst für den Kirchenraum, Diözesanmuseum Obermünster, Regensburg
- 1990 	Der Kopf, Galerie Bäumler, Regensburg
- 1991	Ein Hauch von Natur, H. W. Fichter Kunsthandel, Frankfurt am Main
- 1996 	Kulturzeichen Kreuz, Diözesanmuseum Obermünster, Regensburg
- 2003 	Passion, „Kunst im Gästehaus“, Deutsche Bischofskonferenz Bonn
- 2004 	Christus – Das Bild des unsichtbaren Gottes, Museum St. Ulrich, Regensburg
- 2004   Dialog 7, Diözesanmuseum Pilsen, Diözesanmuseum Regensburg,
- 2007 	Was ist also die Zeit?, Georgskapelle der Augustinerkirche Wien (Hofburg)
- 2009 	Kreuzwege – Berta/M. I. Hummel/Johannes Potzler/Peter Wittmann, Ausstellung zum 100. Geburtstag von Berta Hummel, Diözesanmuseum Regensburg
- Aspekte – Non Finito, Donau-Einkaufszentrum Regensburg

## Kataloge/Monographien (Auswahl)
- Wittmann, Galerie Peter Bäumler, Regensburg 1981, Text: Peter Bäumler
- Wittmann, Galerie Lietzow, Berlin 1984
- Wittmann, Städtische Galerie im Cordonhaus, Cham/Oberpfalz, Galerie Peter Bäumler, Regensburg 1986, Text: Ines Kohl
- Peter Wittmann 1992, Hrsg.: Peter Bäumler, Mittelbayerische Druckerei- und Verlags-Gesellschaft, Regensburg 1992, Texte: * Wolfgang L. Brunner, Ines Kohl, Herbert Schneidler, ISBN 3-927529-13-3.
- Peter Wittmann: Malerei – Skulpturen, Städtische Galerie Regensburg, Regensburg 1993, Texte: Joseph Berlinger, Herbert * Schneidler, ISBN 3-925753-32-X
- Peter Wittmann – Et in Arcadia ego, Galerie Peter Bäumler, Regensburg 2001, Texte: Ines Kohl, Joseph Berlinger, ISBN 3-9805087-8-1
- Peter Wittmann – 30 Characters, Galerie Peter Bäumler, Regensburg 2004, Texte: Peter Bäumler, Franz Xaver Peintinger, ISBN 3-9808295-2-9
- Peter Wittmann – Blüten und Früchte, Ed/Meiers Art, München 2008, Texte: Peter Eduard Meier, Herbert Schneidler, Ines Kohl, ISBN 978-3-00-024378-3
- Peter Wittmann: Alkman-Zyklus, Ed. Galerie Bäumler, Regensburg 2009, ISBN 3-9808295-6-1

## Kataloge/Ausstellungsbeteiligungen (Auswahl)
- Krankheit und Kranksein in der Gegenwartskunst, Kulturamt der Stadt Marburg, Marburg 1985, Bundesgesundheitsamt Berlin, Deutsches Medizinhistorisches Museum, Ingolstadt, Texte: Armin Geus u. a., ISBN 3-9800020-9-8
- Moderne Kunst für den Kirchenraum, Diözesanmuseum Obermünster, Regensburg, Verlag Schnell und Steiner, München, Zürich 1988, ISBN 3-7954-0646-3
- Gezeichnete Kunst – Ein Hauch von Natur, H. W. Fichter Kunsthandel und Edition, Frankfurt am Main 1991
- Projekt Gebelkofen, Städtische Galerie Regensburg, Lindinger + Schmid, Regensburg 1992, Texte: Karlheinz Schmid u. a., ISBN 3-925753-29-X
- Kulturzeichen Kreuz, Galerie Peter Bäumler, Regensburg 1996, Diözesanmuseum Obermünster, Regensburg, Texte: Friedhelm Mennekes, Haralampi G. Oroschakoff, ISBN 3-9805087-2-2
- Passion: Gegenwartskunst aus den Kunstsammlungen des Bistums Regensburg, Hrsg.: Verband der Diözesen Deutschlands, Verlag: Schnell & Steiner, Regensburg 2003, Texte: Hans Langendörfer, Hermann Reidel, ISBN 3-7954-1671-X
- Dialog 7, Kunstsammlungen des Bistums Regensburg, Diözesanmuseum Regensburg, Diözesanmuseum Pilsen, Regensburg 2004, ISBN 3-7954-1715-7.
- Was ist also die Zeit?, Hrsg.: Hermann Reidel, Kunstsammlungen des Bistums Regensburg, Regensburg 2007, Texte: Hermann Reidel, Georg Stein, Albin Scheuch, ISBN 978-3-00-022407-2
- Blumenwelten – Berta Hummel/Peter Wittmann, Diözesanmuseum Rottenburg, Hrsg.: Wolfgang Urban, Süddeutsche Verlagsgesellschaft, Ulm 2007, Text: Genoveva Nitz, ISBN 978-3-88294-375-7
- Seelenlandschaften – Lovis Corinth/Berta Hummel/Peter Wittmann, Berta-Hummel-Museum, Massing 2008, Texte: Genoveva Nitz, Roman Zieglgänsberger, Herbert Schneidler, ISBN 978-3-87909-979-5.
- Aspekte – Non Finito, Hrsg.: Galerie Donau-Einkaufszentrum Regensburg, Regensburg 2009, Texte: Gerd Temporale, Ludwig Bäuml, Herbert Schneidler, ISBN 978-3-00-027820-4

### Weitere Bibliographie (Auswahl)
- Heinz Ohff: „Leiden und Hören“, in: Der Tagesspiegel, Berlin, 7. März 1984
- Heinz Ohff: „Peter-Klaus Wittmann“, Galerie Lietzow, Berlin, in: Das Kunstwerk XXXVII/3, Juni 1984
- Andreas Obst: „Krankheit und Kranksein in der Gegenwartskunst“, in: Ärzte Zeitung, 3. April 1985, S. 34
- O. A.: „Das verbildlichte Kranksein“, in: Abendzeitung, München, 7. August 1985
- Dirk Schwarze: „Krankheit und Kranksein in der Gegenwartskunst“, in: Das Kunstwerk, Dezember 1985, S. 37
- Ines Kohl: „Ästhetische Annäherungen“, in: Chamer Zeitung, Cham/Oberpfalz, 28. März 1986
- Joseph Berlinger: „Berichte von Kain und Abel“, in: Mittelbayerische Zeitung, Regensburg, 17. September 1992
- Ines Kohl: „Zwischen Weillohe und Asien: Peter Wittmann“, in: lichtung, 5. Jahrgang, November/Dezember 1992/6
- Ines Kohl: „Ein ewig Lernender im Umgang mit der Natur“, in: Bayerische Staatszeitung, Nr. 27, 8. Juli 2005
- Christine Wawra: „Blumen als leuchtende Zeichen“, in: Schwäbisches Tagblatt, Stuttgart, 5. Juni 2007
- Edith Rabenstein: „Die Natur als Seelenlandschaft“, in: Passauer Neue Presse, Nr. 69, 22. März 2008, S. 8
- Natascha Gottlieb: „Blumen blühen für die Kinder vom Hasenbergl“, in: Bild München, 27. Mai 2008, S. 6
- Susanne Höppner: „Kunstbegeisterte zeigen Herz“, in: TZ, 31. Mai/1. Juni 2008, S. 13
- janc.: „Wieder was Gutes getan“, in: Abendzeitung, Nr. 125/22, 31. Mai/1. Juni 2008, S. 30
- Elisabeth Bauschmid: „Erst stiften dann bieten“, in: Süddeutsche Zeitung, Nr. 125, 31. Mai / 1. Juni 2008, S. 52
- Susanne Höppner: „Blüten und Früchte für Lichtblick Hasenbergl“, in Münchner Merkur Nr. 125, 31. Mai/1. Juni 2008, S. 21
- Helmut Hein: „Die Rose im Kreuz der Gegenwart“, in: Mittelbayerische Zeitung, 4. Februar 2009, K1